# 수리검전대 닌닌저
《수리검전대 닌닌저》(일본어: 手裏剣戦隊ニンニンジャー 슈리켄센타이닌닌자[*])는 2015년 2월 22일부터 2016년 2월 7일까지 《열차전대 토큐저》의 후속작으로 방영된 슈퍼 전대 시리즈의 39번째 작품이다.

## 닌닌저
- 이가사키 타카하루 / 아카 닌자 → 아카 닌자 초절 (국내명: 이만세 / 레드 닌자 → 레드 닌자 엑셀런트)
- 카토 클라우드 야쿠모 / 아오 닌자 (국내명: 클라우드 강 / 블루 닌자)
- 마츠오 나기 / 키 닌자 (국내명: 고요한 / 옐로 닌자)
- 이가사키 후우카 / 시로 닌자 (국내명: 이꽃비 / 화이트 닌자)
- 모모치 카스미 / 모모 닌자 (국내명: 백노을 / 핑크 닌자)
- 킨지 타키가와 / 스타 닌자 → 슈퍼 스타 닌자 (국내명: 성진수 / 스타 닌자 → 슈퍼 스타 닌자) (9회부터 등장)

## 캐스팅
- 이가사키 타카하루 (아카 닌자 → 아카 닌자 초절)■: 니시카와 슌스케
- 카토 클라우드 야쿠모 (아오 닌자)■: 마츠모토 가쿠
- 마츠오 나기 (키 닌자)■: 나카무라 카이토
- 이가사키 후우카 (시로 닌자)■: 야노 유카
- 모모치 카스미 (모모 닌자)■: 야마야 카스미
- 킨지 타키가와 (스타 닌자 → 슈퍼 스타 닌자)■: 타와다 히데야
- 이가사키 츠무지: 야시바 토시히로
- 이가사키 요시타카: 사사노 타카시

## 파워레인저 닌자포스 성우진
- 레드 닌자 → 레드 닌자 엑셀런트(이만세) - 김혜성
- 블루 닌자 (클라우드 강) - 안용욱
- 옐로 닌자 (고요한) - 이경태
- 화이트 닌자 (이꽃비) - 류점희
- 핑크 닌자 (백노을) - 이새아
- 스타 닌자 → 슈퍼 스타 닌자(성진수) - 김현욱(임금님전대 킹오저의 제라미 브라시에리 담당함.)
- 이호천 - 유강진
- 이선풍 - 박요한
- 이하늬 - 윤은서
- 서인철 - 황창영
- 사자왕 - 최낙윤
- 실버 / 성진호 - 이기성
- 악귀 환월 / 성도원 - 심승한
- 고희경 - 장미
- 레드 레인저 - 신성호
- 사스케 - 이현
- 시나 요스케 - 전광주
- 신기원 - 류승곤
- 오즈 요나 - 전태열
- 슈리켄저 - 황창영
- 지동하 - 안효민
- 그믐의 흑영 - 이종혁
- 육구문의 구위호 - 곽규미
- 새벽의 카타 - 최덕희
- 초승달의 라이조 - 안장혁
- 악귀 만월 - 이인석

## 전용 무장
- 닌자 일번도 ■■■■■■
- 가마가마 총 ■■■■■
- 카라쿠리 변검 ■■■■■
- 닌닌 버클 ■■■■■
- 닌자 스타버거 ■
- 스타소드 건 ■

## 등장 메카

### 오토모닌(소환 닌자)
- 시노비 마루(시노비 닌자(Shinobi ninja))
- 드라고 마루(드래곤 닌자(Dragon ninja))
- 덤프 마루(덤프 닌자(Dump ninja))
- 왕 마루(도그 닌자(Dog ninja))
- 뷴 마루(트레인 닌자(Train ninja))
- 파온 마루(엘리펀트 닌자(Elephant ninja))
- UFO 마루(UFO 닌자(UFO ninja))
- 로데오 마루(로데오 닌자(rodeo ninja)) & 바이슨킹 버기
- 서퍼 마루(서퍼 닌자(Serper ninja))
- 라이온하오 죠(라이온 엠퍼러 캐슬(Lion Eperor castle))
- 호우호우 마루(피닉스 닌자(Phoenix ninja))
- 세이류 마루(뉴 드래곤 닌자(New dragon ninja))
- 겐부 마루(터틀 닌자(Turtle ninja))
- 뱍코 마루(타이거 닌자(Tiger ninja))
- 판다 마루(판다 닌자(Panda ninja))
- 마고이 마루(피쉬 닌자(Fish ninja))

### 로봇
메인 메카
- 1호 메카 - 슈리켄진(닌자킹)
- 2호 메카 - 바이슨킹
- 3호 메카 - 라이온하오(라이온 엠퍼러)
- 4호 메카 - 게키아츠다이오(볼케이노킹)

슈퍼 합체
- 슈퍼 합체 메카 - 킹 슈리켄진(바이슨 닌자킹)

궁극 합체
- 궁극 합체 1호 메카 - 패왕 슈리켄진(라이온 닌자킹)
- 궁극 합체 2호 메카 - 패왕 게키아츠다이오(라이온 볼케이노킹)

## 유행어
1. 타카하루:아쯔이나 고레 모에테키타(뜨거운데 이거 불타오른다)
2. 야쿠모:이지다나(Easy 하군)
3. 나기:나기 이키마스(나기 갑니다)
4. 단체:시노바스 왓쇼이(숨지 않고 통쾌)
5. 단체:시노비 도코로카 아바레루제(숨지 않고 간다)
6. 킨지:시노비 아나레데모 파티 나이트(닌자지만 파티 나이트)

## 요괴 일람
1. 1화: 카마이타치
2. 2화: 캇파
3. 3화: 카샤
4. 4화: 츠치구모
5. 5화: 운카이쿄
6. 스페셜: 부르부르
7. 6화: 텐구
8. 7화-8화: 네코마타
9. 9화: 잇탄모멘
10. 10화: 타이타라봇치
11. 11화: 주전자요괴(엔라엔라)
12. 12화: 12화에서는 요괴는 없지만 가비 라이조가 직접 나섰다.
13. 13화: 야마라와
14. 14화: 야마비코
15. 15화: 후타쿠치 온나
16. 16화: 카사바케
17. 17화: 우미보즈
18. 18화: 오토로시
19. 19화-20화: 누에
20. 21화: 맥
21. 22화: 누리카베
22. 23화: 유키온나
23. 24화: 프랑켄(서양 3대 요괴)
24. 25화: 드라큘라(서양 3대 요괴 리더)
25. 26화: 마타네코
26. 27화: 늑대인간(서양 3대 요괴)
27. 28화: 하야부사
28. 29화: 잇가쿠사이
29. 30화: 쿠로아리
30. 31-32화: 무지나
31. 33화: 스즈메바치
32. 34화: 코나키지이이
33. 35화: 오오무카데
34. 36화: 오보로 구루마
35. 37화: 모쿠모쿠렌
36. 38화: 아미키리
37. 39화: 요괴는 없지만 키바오니 만게츠다.
38. 40화: 빈보우가미
39. 41-42화: 슈텐도우지 & 메가 네코마타
40. 43화: 후다가에시

## 에피소드
1. 시노비 1. 우리들은 닌자다(우리는 닌자다!) - 시노비 마루, 드라고 마루, 덤프 마루, 왕 마루, 뷴 마루
2. 시노비 2. 라스트 닌자가 되겠어(라스트 닌자가 되자!)
3. 시노비 3. 강적 가비 라이조 나타나다(강적, 라이조가 나타나다!)
4. 시노비 4. 나왔다고 파온마루(나왔다! 엘리펀 닌자!) - 파온 마루
5. 시노비 5. 우주닌자 UFO 마루(우주에서 온 UFO닌자!) - UFO 마루
6. 시노비 6. 텐구의 행방불명(천구의 행방불명)
7. 시노비 7. 봄의 닌자 축제(닌자 선배들, 등장!)
8. 시노비 8. 시간을 달리는 네코마타(시간을 달리는 시간냥!)
9. 시노비 9. 인술 VS 마법 대배틀(대결! 닌자술VS마법!)
10. 시노비 10. 히-하! 금색의 스타닌쟈(이야! 금색의 스타닌자) - 로데오 마루
11. 시노비 11. 시노비마루 컴백!(돌아와, 시노비 닌자!)
12. 시노비 12. 최강결전! 기적의 합체(결전의 날, 기적의 합체!)
13. 시노비 13. 불타라! 닌자 운동회(아자! 닌자 운동회)
14. 시노비 14. 보이스피싱에 주의(자나 깨나 사기 조심!)
15. 시노비 15. 요괴 실패 안하니까(협상의 달인, 악덕 여사장!)
16. 시노비 16. 아버지 츠무지는 슈퍼닌자!!(아빠는 슈퍼 닌자?!)
17. 시노비 17. 굿바이 스타닌자 - 서퍼 마루
18. 시노비 18. 야쿠모가 사랑한 요괴(클라우드가 사랑한 요괴)
19. 시노비 19. 찾아라! 천공의 오토모닌(천공의 소환 닌자를 찾아라!)
20. 시노비 20. 초철 라이온 하오(자, 엑설런트! 라이온 엠퍼러!) - 라이온하오 죠
21. 시노비 21. 타올라라 꿈의 닌자 야구(파이팅! 꿈의 닌자 야구)
22. 시노비 22. 초합체 패왕 슈리켄진(초합체! 라이온 닌자킹)
23. 시노비 23. 닌자 공포체험(여름이다! 닌자 담력 훈련)
24. 시노비 24. 서양요괴 일본에 오다(공포의 서양 3대 요괴 등장!)
25. 시노비 25. 드라큘라를 조심해라(서양 요괴 왕, 드라큘라 백작!)
26. 시노비 26. 라스트 닌자레이스 중간발표(두근두근! 라스트 닌자 레이스 중간발표!)
27. 시노비 27. 초철 스타닌자 탄생(스타 닌자 엑설런트 탄생!)
28. 시노비 28. 격돌 키바오니 닌자군단(폭주! 악귀 닌자 군단)
29. 시노비 29. 닌자 주사위 놀이 결정판(닌자 주사위 결정판!)
30. 시노비 30. 표적이 된 닌자 학원
31. 시노비 31. 닌자 도주중(닌자 술래잡기!)
32. 시노비 32. 게키아츠 닌자! 아챠~!(볼케이노 닌자! 아자!) - 호우호우 마루, 세이류 마루, 겐부 마루, 뱍코 마루, 판다 마루, 마고이 마루
33. 시노비 33. 야쿠모가 사랑한 쿠노이치(클라우드를 사랑한 여인)
34. 시노비 34. 세계닌자전 지라이이야 나타나다(전설의 세계 닌자, 지라이야 등장!)
35. 시노비 35. 킨지 요괴로의 미로(요괴 미로에 빠진 진수!)
36. 시노비 36. 킨지 영광의 슈퍼스타(진수, 영광의 슈퍼 스타!)
37. 시노비 37. 수리검전설 ~ 라스트 닌자의 길(수리검 전설 ~라스트 닌자로의 길~)
38. 시노비 38. 마법소녀는 야쿠모를 좋아해?(마법 소녀는 클라우드를 좋아해?)
39. 시노비 39. 키바오니의 아들 만게츠 나타나다(악귀 환월의 아들, 만월 등장!)
40. 시노비 40. 위험한 산타클로스
41. 시노비 41. 키바오니 파티 5번승부(악귀 파티, 5판 승부!)
42. 시노비 42. 오토모닌 워즈 네코마타의 역습(소환 닌자 워즈! 시간냥의 역습)
43. 시노비 43. 전설의 닌자! 요괴 카루타 대작전(전설의 닌자! 요괴 카드 대작전)
44. 시노비 44. 최종결전! 라스트 닌자의 시련
45. 시노비 45. 부모와 자식 닌자 3대 전원집합(부자 3대! 닌자 전원 집합)
46. 시노비 46. 끝의 수리검, 각성하다(최후의 수리검, 깨어나다!)
47. 파이널 시노비. 숨지 않고 미래에 통쾌하게(숨지 말고 미래로 이영차!) (최종회)

## 관련 작품
- 닌자를 주제로 하여서 일본풍이 짙지만 대한민국에선 2016년 7월 5일부터 파워레인저 닌자포스로 방영하고 있다.

1. 열차전대 토큐저 VS 쿄류저 THE MOVIE - 선행등장
2. 슈퍼 히어로 대전 GP 가면라이더 3호
3. 수리검전대 닌닌저 THE MOVIE 공룡주군님 멋지다 인법첩!
4. 수리검전대 닌닌저 VS 토큐저 THE MOVIE 닌자 인 원더랜드
5. 돌아온 수리검전대 닌닌저 닌닌걸즈 VS 보이즈 FINAL WARS
6. 동물전대 주오저 VS 닌닌저 THE MOVIE